# Kim Joo-ryoung
Kim Joo-ryoung (10 de setembro de 1976) é uma atriz sul-coreana, conhecida pelos seus papéis em filmes e séries como Squid Game, na qual interpreta Han Mi-nyeo, Texture of Skin, Sleepless Night e Sky Castle.
Também é conhecida como Kim Ju-ryoung, Kim Ju-ryeong, Kim Joo-ryeong, Kim Ju-ryung e Kim Joo-ryung.

## Biografia
Kim Joo-ryoung nasceu em 10 de setembro de 1976 no condado de Gapyeong, na Coreia do Sul. Frequentou a Universidade Dongguk, onde estudou teatro e cinema.
Em 2017, estreou-se na televisão, onde atuou na série Andante.
No seriado de televisão Squid Game, transmitida na plataforma Netflix em 2021, ela interpreta a personagem Han Mi-nyeo. Tal como o resto do elenco, a atriz registou um aumento significativo de seguidores na sua página de Instagram após o lançamento da série, passando de quatrocentos seguidores para quase dois milhões.

## Filmografia

### Filme
| Ano  | Título                                  | Papel                                     | Notas                 | Ref.   |
| ---- | --------------------------------------- | ----------------------------------------- | --------------------- | ------ |
| 2000 | Plum Blossom                            | Werther                                   |                       | [ 4 ]  |
| 2001 | Sorum                                   | Mãe de Yong Hyun                          |                       | [ 4 ]  |
| 2003 | Memories of Murder                      | Enfermeira                                |                       | [ 5 ]  |
| 2005 | You Are My Sunshine                     | Periodista                                |                       | [ 6 ]  |
| 2005 | Mr. Housewife                           | Escritora Kim                             |                       | [ 4 ]  |
| 2006 | One Shining Day                         |                                           |                       | [ 7 ]  |
| 2006 | Four Horror Tales: Roommate             | Profesora No.2                            |                       | [ 6 ]  |
| 2006 | No Mercy for the Rude                   | Mujer jorobada                            |                       | [ 5 ]  |
| 2007 | Paradise Murdered                       | Fantasma                                  |                       | [ 5 ]  |
| 2007 | Texture of Skin                         | Jae Hee                                   |                       | [ 8 ]  |
| 2008 | My Dear Enemy                           | Madre de So Yeon                          |                       | [ 9 ]  |
| 2009 | Handphone                               | Eum Sung                                  |                       | [ 9 ]  |
| 2009 | I'm in Trouble                          | Soon Ae                                   |                       | [ 10 ] |
| 2011 | Re-encounter                            | Hwa Young                                 |                       | [ 9 ]  |
| 2011 | Silenced                                | Yoon Ja-ae                                |                       | [ 9 ]  |
| 2013 | Sleepless Night                         | Joo Hee                                   |                       | [ 11 ] |
| 2017 | Bluebeard                               | Mi Sook                                   |                       | [ 12 ] |
| 2017 | The Mayor                               | Portavoz para la campaña de Byun Jong-goo |                       | [ 6 ]  |
| 2018 | Land of Happiness                       | Jin Sun                                   |                       | [ 13 ] |
| 2018 | Feng Shui                               | Madre                                     |                       | [ 14 ] |
| 2019 | Spring, Again                           | Reportera Kim                             |                       | [ 14 ] |
| 2019 | By Quantum Physics: A Nightlife Venture | Inversionista                             | Cameo                 | [ 6 ]  |
| 2019 | The Snob                                | Kim Bo-ryeong                             |                       | [ 13 ] |
| 2020 | Collectors                              | Agente del estado real                    | Cameo                 | [ 15 ] |
| 2021 | Recalled                                | Doctora                                   | Cameo                 | [ 13 ] |
| 2022 | Kingmaker                               | Profesora Kang                            | Participação especial |        |
| 2023 | Unlocked                                | Eun-mi                                    |                       |        |
| TBA  | Taste of Horror – Rehabilitation        |                                           | Curta                 | [ 16 ] |

### Televisão
| Ano  | Título                                   | Papel                         | Notas                  | Ref.          |
| ---- | ---------------------------------------- | ----------------------------- | ---------------------- | ------------- |
| 2017 | Andante                                  | Young Sook                    |                        | [ 17 ]        |
| 2018 | Queen of Mystery 2                       | Won-jae's mother              | Cameo                  | [ 17 ]        |
| 2018 | Mr. Sunshine                             | Imperial Consort Sunheon      | Cameo                  | [ 17 ]        |
| 2018 | The Ghost Detective                      | Gil Chae-won's mother         |                        | [ 18 ]        |
| 2018 | Ms. Hammurabi                            | Youngest Daughter in a case   | Cameo (Episodio 7)     |               |
| 2018 | Sky Castle                               | No Seung-hye's older sister   | Cameo                  | [ 19 ]        |
| 2019 | Babel                                    | Kim Myung-shin                | Cameo                  | [ 20 ]        |
| 2019 | Welcome to Waikiki 2                     | Han Soo-yeon's speech teacher | Cameo (Episodio 9)     | [ 17 ]        |
| 2019 | Voice                                    | Kwon Se-young's mother        | Cameo (Episodio 1–2)   | [ 17 ]        |
| 2019 | Doctor John                              | Park Hyun-sook                | Cameo (Episodio 15–23) | [ 17 ]        |
| 2019 | Drama Stage: "Woman with a Bleeding Ear" | Im Sung-hee                   | One-act drama          | [ 21 ]        |
| 2020 | When My Love Blooms                      | Sung Hwa-jin                  |                        | [ 22 ]        |
| 2020 | Kingmaker: The Change of Destiny         | Joo Mo                        |                        | [ 23 ]        |
| 2020 | The School Nurse Files                   | Doctor                        | Cameo (Episodio 6)     | [ 24 ]        |
| 2021 | Artificial City                          | Go Seon-mi                    |                        | [ 25 ]        |
| 2021 | Squid Game                               | Han Mi-nyeo (Player No. 212)  |                        | [ 26 ]        |
| 2022 | Big Bet                                  | Jin Young-hee                 |                        | [ 27 ] [ 28 ] |
| 2022 | Poong, the Joseon Psychiatrist           | Seo Eun-woo's mother-in-law   | Cameo (Episodio 1–3)   | [ 29 ]        |
| 2022 | Revenge of Others                        | Jin So-jeong                  |                        | [ 30 ]        |
| 2023 | Twinkling Watermelon                     | Lim Ji-mi                     |                        | [ 31 ]        |
| 2024 | Queen of Tears                           | Grace Ko / Ko Jeong-ja        |                        | [ 32 ]        |

## Prêmios e indicações
| Prêmio                       | Ano  | Categoria                       | Trabalho          | Resultado | Ref.   |
| ---------------------------- | ---- | ------------------------------- | ----------------- | --------- | ------ |
| Asia Artist Awards           | 2021 | Melhor atriz                    | Kim Joo-ryoung    | Venceu    | [ 33 ] |
| Baeksang Arts Awards         | 2022 | Melhor atriz coadjuvante        | Squid Game        | Indicado  | [ 34 ] |
| Blue Dragon Series Awards    | 2022 | Melhor atriz coadjuvante        | Squid Game        | Indicado  | [ 35 ] |
| Blue Dragon Series Awards    | 2023 | Melhor atriz coadjuvante        | Big Bet           | Indicado  | [ 36 ] |
| Critics' Choice Super Awards | 2022 | Melhor atriz em séries de ação  | Squid Game        | Indicado  | [ 37 ] |
| Director's Cut Awards        | 2022 | Melhor atriz em séries          | Squid Game        | Indicado  | [ 38 ] |
| Screen Actors Guild Awards   | 2022 | Melhor atriz em séries de drama | Squid Game elenco | Indicado  | [ 39 ] |